# Caja Mágica
La Caja Mágica (littéralement Boîte magique) est le centre olympique de tennis de Madrid.
Il est situé au sud de la ville, dans le parc du Manzanares, près du boulevard périphérique M-30.
Inauguré le 8 mai 2009, il est l'œuvre de l'architecte français Dominique Perrault, qui a dessiné un volume de forme parallélépipédique, réalisé en acier (anodisé ou peint) et verre.
Le coût prévisionnel de ce bâtiment était de 100 millions d'euros, mais son coût final fut de 294 millions.

## Équipements
Ce centre de tennis est pourvu de nombreux courts de terre battue destinés à la compétition :
- onze courts extérieurs en terre battue
- trois courts centraux en terre battue dotés de toits amovibles :
  - le court central, qui porte le nom du champion de tennis Manuel Santana, qui a remporté quatre tournois du Grand Chelem. Il a une capacité de 12442 places assises.
  - le court no 2, qui porte le nom de la championne de tennis Arantxa Sánchez Vicario, qui a remporté quatre tournois du Grand Chelem en simple. Il a une capacité de 2923 places assises.
  - le court no 3 a une capacité de 1772 places assises.

La Caja Mágica dispose également de nombreux courts intérieurs d'entraînement en surface synthétique rapide ainsi que d'un court extérieur de même nature.
Cet équipement permet l'organisation d'une compétition internationale, les Masters de Madrid, un tournoi Masters 1000 de l'ATP qui a lieu chaque année en avril-mai.

## Événements
- Masters de Madrid (épreuve ATP et WTA) ;
- MTV Europe Music Awards 2010, le 7 novembre 2010 ;
- Championnat du monde de handball masculin 2013 ;
- Phases finales de la Coupe Davis en 2019 et 2020.

### Autres sports et événements
La Caja Mágica a été également utilisée pour des matchs de l'équipe de basket du Real Madrid et pour des concerts. Le premier d'entre eux fut donné par Lenny Kravitz pour l'inauguration de cet équipement. L'édition 2010 des MTV awards y a eu lieu.
- Concours Eurovision de la chanson junior de 2024, le 16 novembre 2024 organisé par l'Union européenne de radio-télévision et la RTVE[4].

## Galerie

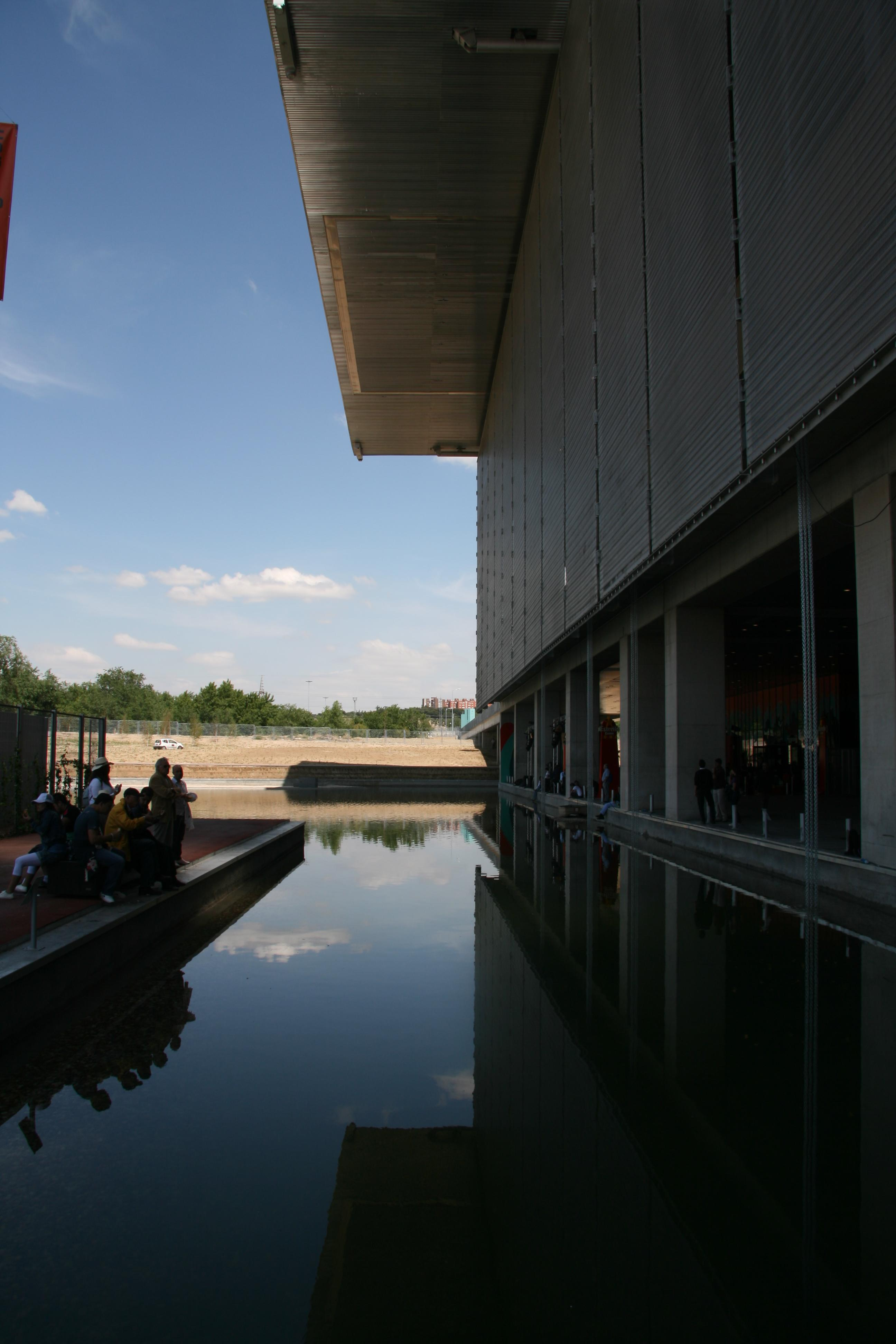
Caja Mágica
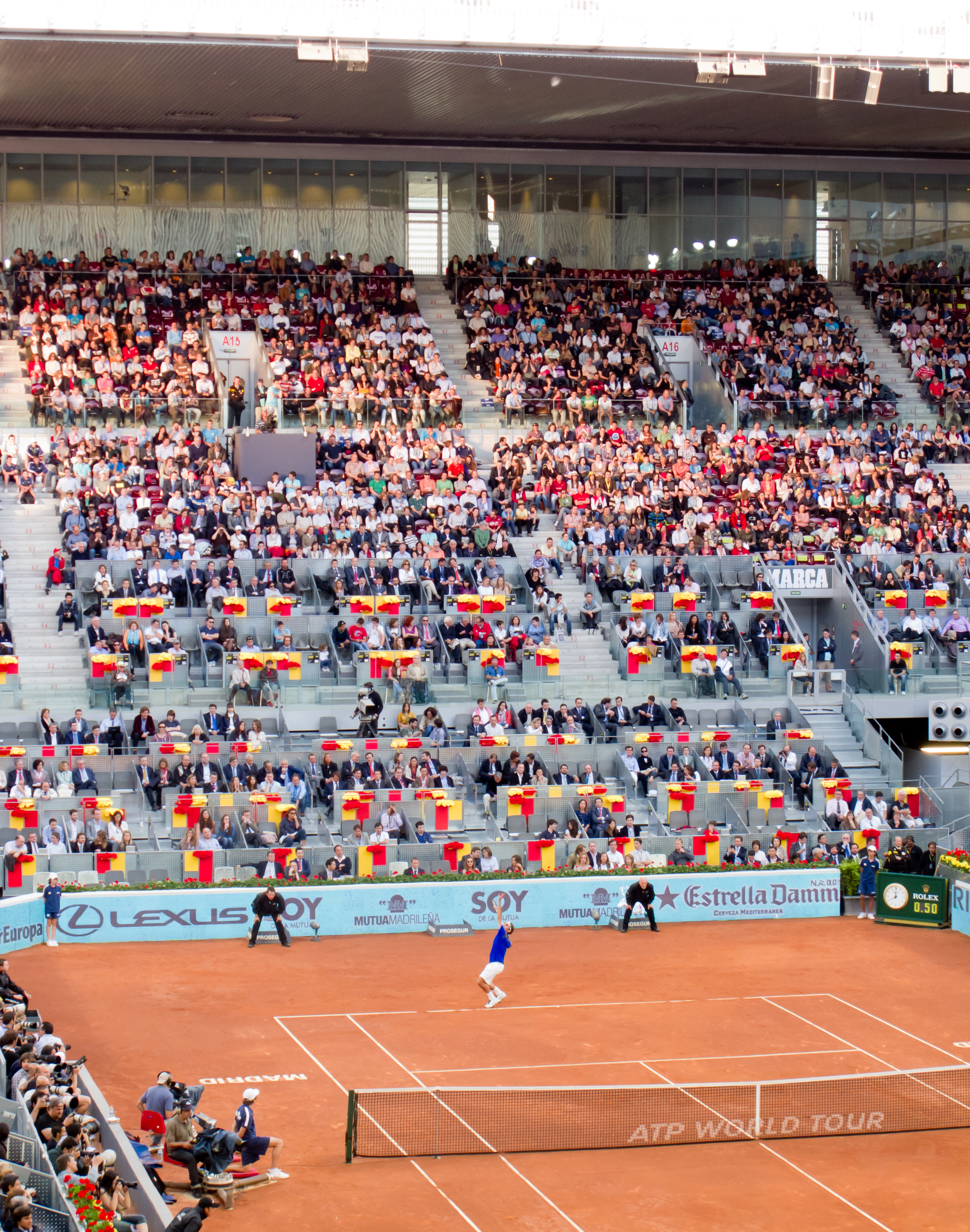
Caja Mágica - Madrid Open 2011 - Roger Federer
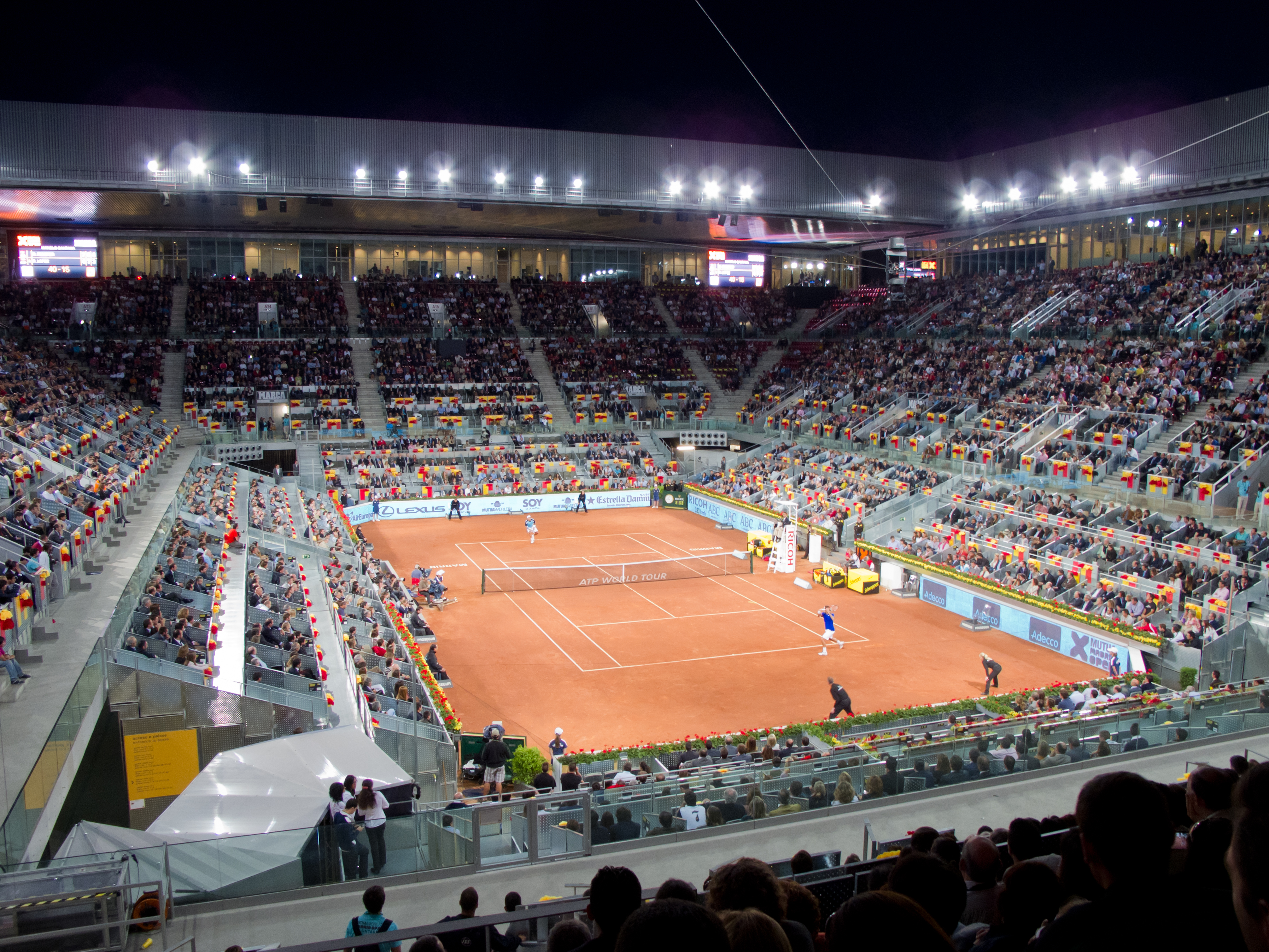
Caja Mágica - Madrid Open 2011 - Feliciano López contre Roger Federer
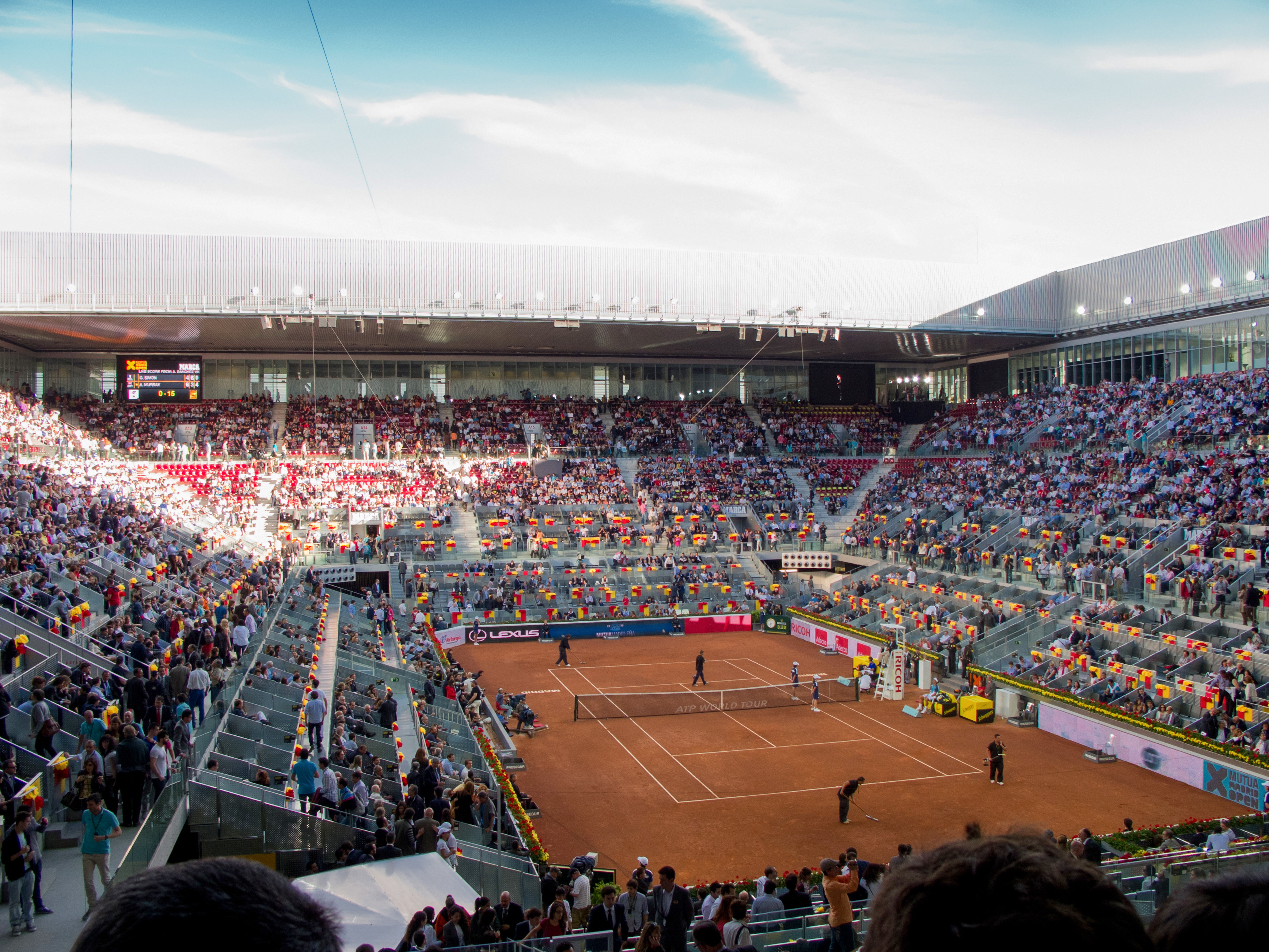
Caja Mágica - Madrid Open 2011 - Roger Federer contre Feliciano López
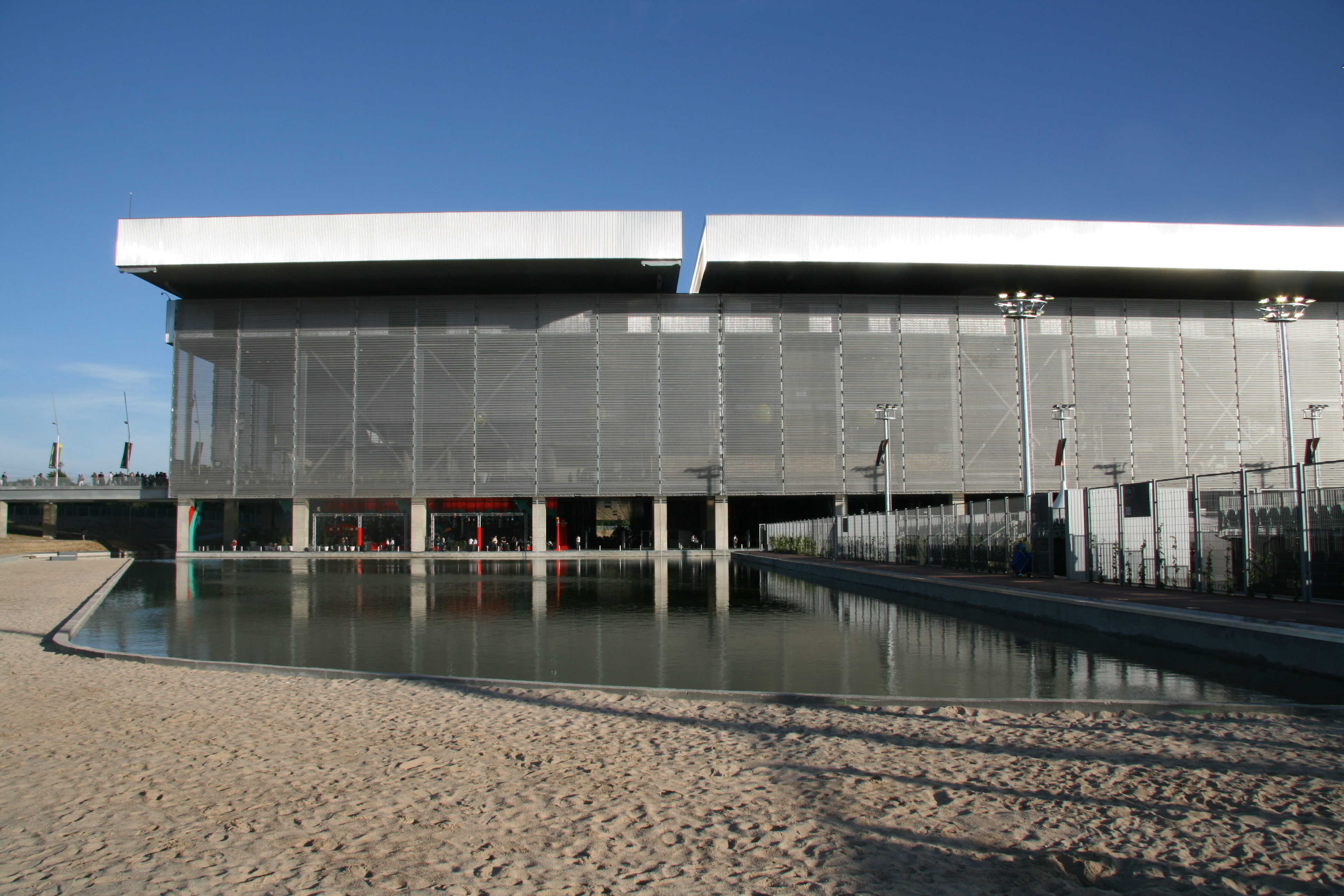
Vue extérieure